# Dušan Poliačik
Dušan Poliačik (ur. 11 lutego 1955 w Dobroču) – słowacki sztangista reprezentujący Czechosłowację, brązowy medalista olimpijski i trzykrotny medalista mistrzostw świata.

## Kariera
Pierwszy sukces w karierze osiągnął w 1979 roku, kiedy zdobył brązowy medal w wadze lekkociężkiej podczas mistrzostw Europy w Warnie. W tym samym roku zajął także trzecie miejsce na mistrzostwach świata w Salonikach, przegrywając tylko z Jurikiem Wartanianem z ZSRR i Bułgarem Błagojem Błagoewem. Rok później wystartował na igrzyskach olimpijskich w Moskwie, ponownie stając na najniższym stopniu podium i ponownie przegrywając z Wardanianem i Błagoewem. Tym samym zdobył kolejny medal mistrzostw świata. Był to jego jedyny start olimpijski. Ostatnie medale zdobywał w 1981 roku, zajmując trzecie miejsce na mistrzostwach świata w Lille i mistrzostwach Europy w Lille.